# Arrondissement di Ribeauvillé
L'arrondissement di Ribeauvillé era una suddivisione amministrativa francese, situata nel dipartimento dell'Alto Reno, nella regione del Grand Est. Fu soppresso il 2015.

## Composizione
L'arrondissement di Ribeauvillé raggruppava 32 comuni in 4 cantoni:
- cantone di Kaysersberg
- cantone di Lapoutroie
- cantone di Ribeauvillé
- cantone di Sainte-Marie-aux-Mines.